# Ukrainischer Fußballpokal 2000/01
Der Ukrainische Fußballpokal 2000/01 war die zehnte Austragung des ukrainischen Pokalwettbewerbs der Männer. Pokalsieger wurde Schachtar Donezk. Das Team setzte sich im Finale am 27. Mai 2001 im Olympiastadion von Kiew gegen ZSKA Kiew durch. Titelverteidiger Dynamo Kiew war bereits in der 1. Runde gegen Spartak Sumy ausgeschieden.

## Modus
Die Mannschaften der dritthöchsten Druha Liha spielten vom 29. Juli 2000 bis 9. Mai 2001 in sechs Runden einen separaten Wettbewerb aus. Die vier Halbfinalisten qualifizierten sich für die Hauptrunde.
Dort wurden alle Begegnungen in einem Spiel ausgetragen. Bei unentschiedenem Ausgang wurde zur Ermittlung des Siegers eine Verlängerung gespielt. Stand danach kein Sieger fest, folgte ein Elfmeterschießen. Der Pokalsieger qualifizierte sich für den UEFA-Pokal. 

## Teilnehmende Teams
| Wyschtscha Liha (14) | Perscha Liha (14) | Druha Liha Cup (4)                                                                         | Druha Liha Cup (4) |
| --- | --- | ------------------------------------------------------------------------------------------ | ------------------ |
| - Dnipro Dnipropetrowsk - Dynamo Kiew - Karpaty Lwiw - Krywbas Krywyj Rih - Metalist Charkiw - Metalurh Donezk - Metalurh Mariupol - Metalurh Saporischschja - Nywa Ternopil - Schachtar Donezk - Stal Altschewsk - Tawrija Simferopol - Worskla Poltawa - ZSKA Kiew | - Borysfen Boryspil - FSK Bukowina Czernowitz - Metalurh Nikopol - FK Mykolajiw - FK Lwiw - Polihraftechnika Oleksandrija - Sakarpattja Uschhorod - Sirka Kirowohrad - Prikarpattja Iwano-Frankiwsk - Spartak Sumy - FK Tscherkassy - Tschornomorez Odessa - FK Winnyzja - Wolyn Luzk | - Maschynobudiwnyk Druschkiwka - FK Polissja Schytomyr - Sokil Solotschiw - Tytan Armjansk |                    |

## 1. Runde
Teilnehmer: Die 14 Erstligisten, die 14 Zweitligisten, (außer den Reservemannschaften), sowie die vier Halbfinalisten des Druha Liha-Pokals.
| Datum      |                                    | Ergebnis              |                             |
| ---------- | ---------------------------------- | --------------------- | --------------------------- |
| 16.09.2000 | Spartak Sumy (II)                  | 0:0 n. V. (4:2 i. E.) | Dynamo Kiew (I)             |
| 16.09.2000 | Sokil Solotschiw (III)             | 2:1                   | Stal Altschewsk (I)         |
| 16.09.2000 | Polihraftechnika Oleksandrija (II) | 0:3                   | Schachtar Donezk (I)        |
| 17.09.2000 | Sakarpattja Uschhorod (II)         | kampflos              | Tytan Armjansk (III)        |
| 17.09.2000 | Sirka Kirowohrad (II)              | 1:2 n. V.             | Metalurh Donezk (I)         |
| 17.09.2000 | Prikarpattja Iwano-Frankiwsk (II)  | 1:3                   | Metalurh Saporischschja (I) |
| 17.09.2000 | Metalurh Nikopol (II)              | 1:3                   | Dnipro Dnipropetrowsk (I)   |
| 17.09.2000 | Maschynobudiwnyk Druschkiwka (III) | 1:1 n. V. (4:5 i. E.) | Metalist Charkiw (I)        |
| 17.09.2000 | Tschornomorez Odessa (II)          | 3:1                   | Karpaty Lwiw (I)            |
| 17.09.2000 | Borysfen Boryspil (II)             | 1:2                   | ZSKA Kiew (I)               |
| 17.09.2000 | FK Lwiw (II)                       | 0:0 n. V. (3:1 i. E.) | FK Winnyzja (II)            |
| 17.09.2000 | FK Mykolajiw (II)                  | 0:3                   | Tawrija Simferopol (I)      |
| 17.09.2000 | Metalurh Mariupol (I)              | 3:2                   | Wolyn Luzk (II)             |
| 17.09.2000 | FK Tscherkassy (II)                | 0:1                   | Nywa Ternopil (I)           |
| 18.09.2000 | FSK Bukowina Czernowitz (II)       | 0:1                   | Krywbas Krywyj Rih (I)      |
| 19.09.2000 | FK Polissja Schytomyr (III)        | 2:1                   | Worskla Poltawa (I)         |

## Achtelfinale
| Datum      |                             | Ergebnis  |                             |
| ---------- | --------------------------- | --------- | --------------------------- |
| 23.09.2000 | Spartak Sumy (II)           | 3:2       | Tawrija Simferopol (I)      |
| 23.09.2000 | Sakarpattja Uschhorod (II)  | 1:2       | Schachtar Donezk (I)        |
| 23.09.2000 | Sokil Solotschiw (III)      | 0:2       | Metalurh Mariupol (I)       |
| 23.09.2000 | FK Lwiw (II)                | 2:0       | Tschornomorez Odessa (II)   |
| 23.09.2000 | ZSKA Kiew (I)               | 2:0       | Nywa Ternopil (I)           |
| 23.09.2000 | FK Polissja Schytomyr (III) | 0:1       | Metalurh Donezk (I)         |
| 23.09.2000 | Metalist Charkiw (I)        | 0:2       | Krywbas Krywyj Rih (I)      |
| 23.09.2000 | Dnipro Dnipropetrowsk (I)   | 3:1 n. V. | Metalurh Saporischschja (I) |

## Viertelfinale
| Datum      |                           | Ergebnis  |                       |
| ---------- | ------------------------- | --------- | --------------------- |
| 02.11.2000 | Spartak Sumy (II)         | 1:4       | ZSKA Kiew (I)         |
| 02.11.2000 | Metalurh Donezk (I)       | 0:2       | Metalurh Mariupol (I) |
| 02.11.2000 | Dnipro Dnipropetrowsk (I) | 1:0       | FK Lwiw (I)           |
| 02.11.2000 | Krywbas Krywyj Rih (I)    | 1:5 n. V. | Schachtar Donezk (I)  |

## Halbfinale
| Datum      |                       | Ergebnis  |                           |
| ---------- | --------------------- | --------- | ------------------------- |
| 11.04.2001 | Metalurh Mariupol (I) | 1:2       | Schachtar Donezk (I)      |
| 11.04.2001 | ZSKA Kiew (I)         | 3:1 n. V. | Dnipro Dnipropetrowsk (I) |

## Finale
| Paarung          | Schachtar Donezk – ZSKA Kiew |
| Ergebnis         | 2:1 n. V. (1:1, 0:1) |
| Datum            | 27. Mai 2001 |
| Stadion          | Olympiastadion, Kiew |
| Zuschauer        | 55.000 |
| Schiedsrichter   | Wassyl Melnytschuk |
| Tore             | 0:1 Ruslan Kostyschyn (7.) 1:1 Serhij Atelkin (78.) 2:1 Serhij Atelkin (119.) |
| Schachtar Donezk | Jurij Wirt – Michajlo Starostjak, Assane N'Diaye, Anatolij Tymoschtschuk (70. Andrij Konjuschenko), Serhij Popow – Alexei Bacharew (67. Serhij Atelkin), Julius Aghahowa, Marian Aliuță, Hennadij Subow – Isaac Okoronkwo, Andrij Worobej (112. Vitaliy Abramow). Cheftrainer: Wiktor Prokopenko         |
| ZSKA Kiew        | Witalyj Rewa – Witalij Balyzkyj, Oleksandr Malzew, Andrij Annenkow (71. Serhij Tkatschenko; 96. Roman Pacholjuk), Andrij Kirlik – Serhij Bilosor, Oleksandr Oleksijenko, Roman Monarow, Serhij Sakarljuka (65. Wolodymyr Mazyhura) – Ruslan Kostyschyn, Mykola Wolosjanko. Cheftrainer: Mychajlo Fomenko |
| Gelbe Karten     | Serhij Atelkin, Hennadij Subow, Julius Aghahowa – Mykola Wolosjanko, Oleksandr Malzew |